# 枝光站

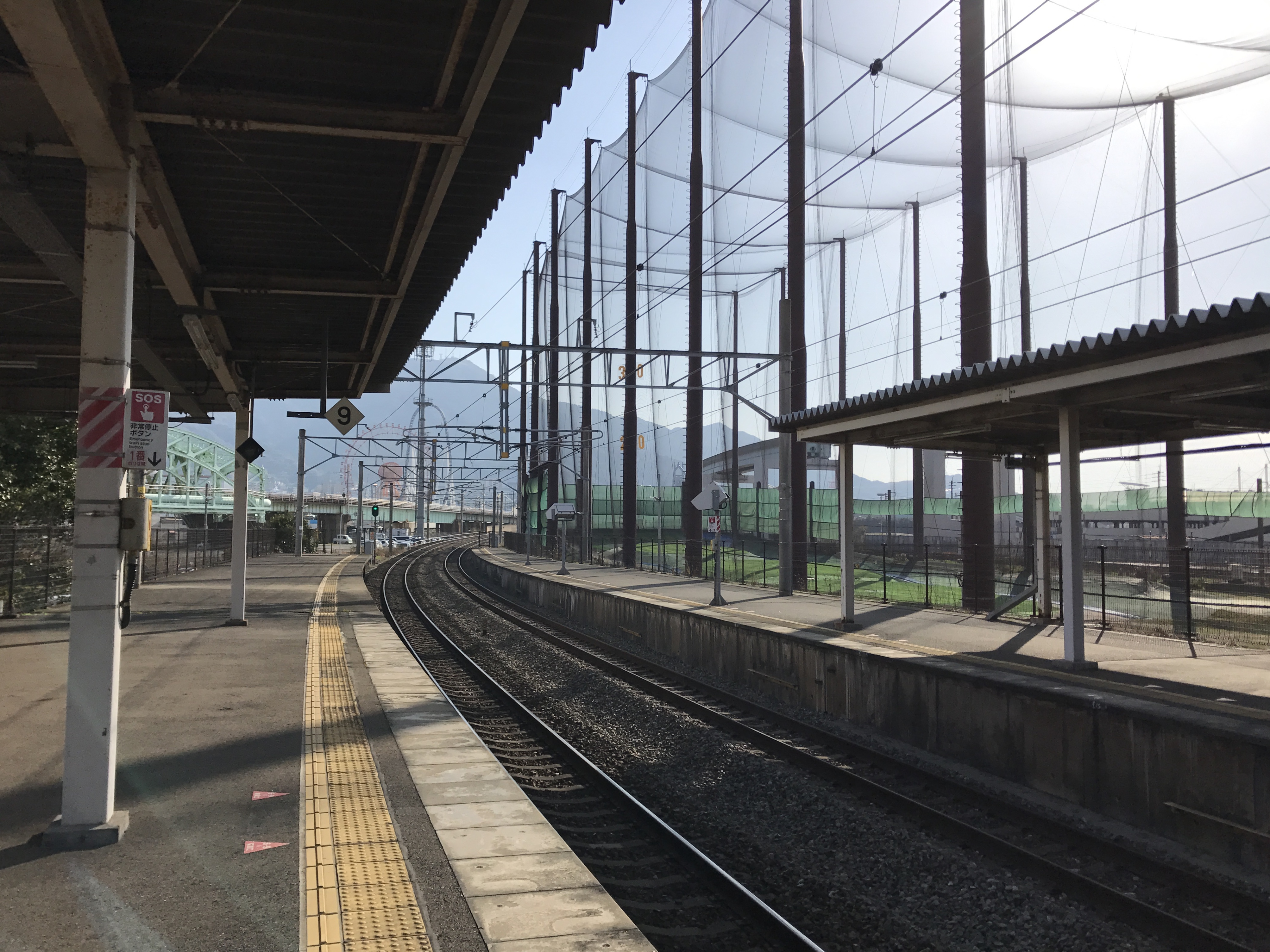
月台(2017年3月)

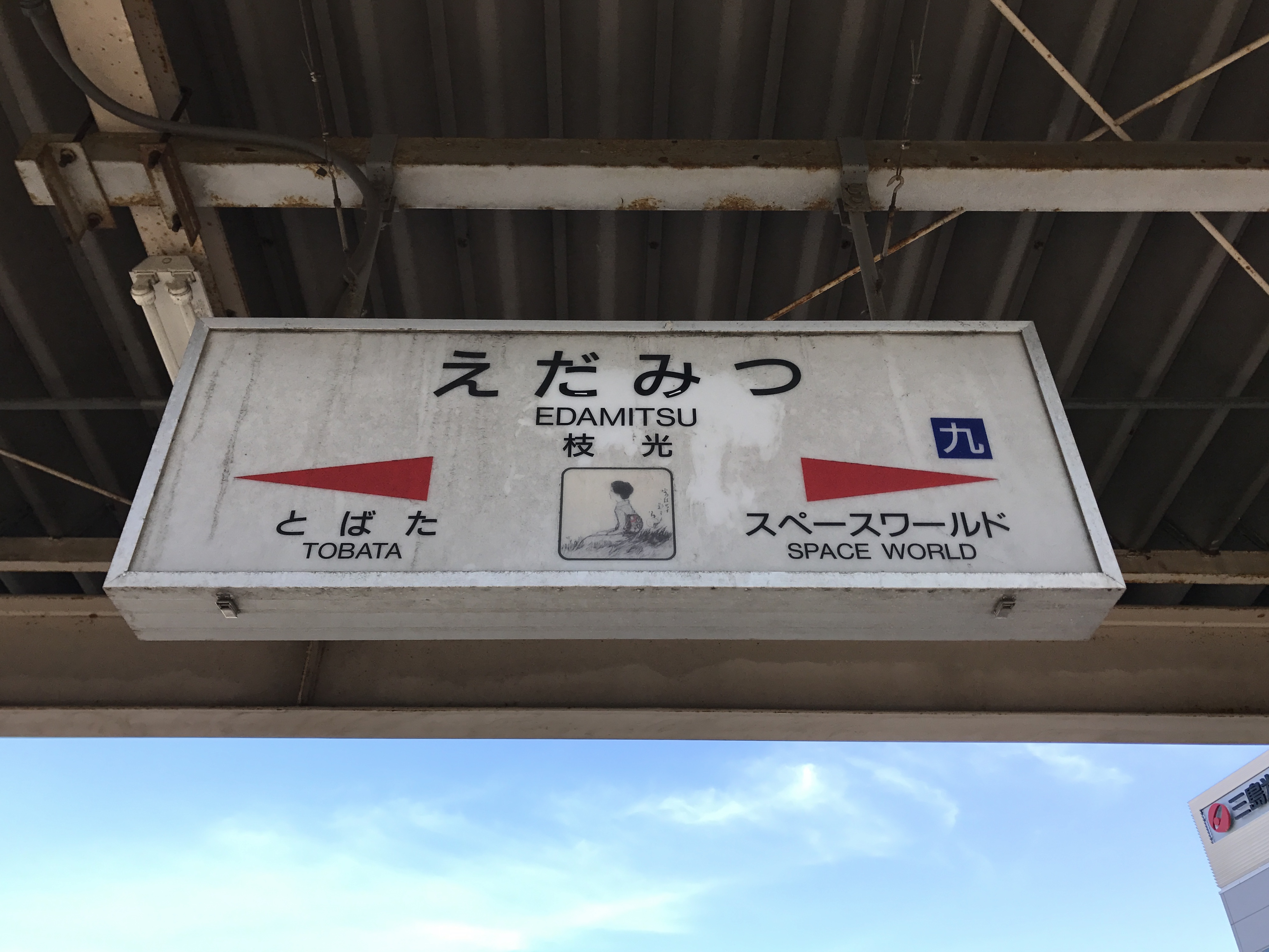
站名牌(2017年3月)

枝光站（日语：／ Edamitsu eki */?）是位於福岡縣北九州市八幡東區枝光二丁目，九州旅客鐵道（JR九州）的鹿兒島本線車站。車站編號為JA24。

## 歷史
- 1908年（明治41年）4月1日[1]- 帝國鐵道廳開設此站。
- 1944年（昭和19年）6月16日 - 美軍在北九州進行空襲，多個炸彈跌落站內，使車站大樓損毀。
- 1966年（昭和41年）10月1日 - 小倉站至折尾站之成為四線鐵路，車站遷移並高架化。
- 1987年（昭和62年）4月1日 - 伴隨國鐵分割民營化，車站由九州旅客鐵道（JR九州）營運。
- 2009年（平成21年）3月1日 - 此站可以使用IC卡「SUGOCA」[2]。
- 2014年（平成26年）3月15日 - 實施時間表修正，成為準快速停車站。
- 2022年3月12日：停用綠色窗口，改為使用指定席劵發售機[3]。

## 車站構造
車站是一座高架車站，設有2面2線的相對式月台。
此站是由JR九州服務支援管理的業務委託車站，設有自動閘機，也可使用「SUGOCA」IC卡。不過因人手精簡關係，綠色窗口於2022年3月12日停用

### 月台
| 月台 | 路線       | 上下行 | 方向           |
| ---- | ---------- | ------ | -------------- |
| 1    | 鹿兒島本線 | 下行   | 黑崎、博多方向 |
| 2    | 鹿兒島本線 | 上行   | 小倉、下關方向 |

在1980年9月30日以前為快速（第一代）停車站。在翌日10月1日，特別快速與快速整合，使此站成通通過車站。隨後在1990年，太空世界啟用之際，此站最近太空世界，在車站內設有太空世界吉祥物「幸運兔」、「維琪兔」圖像，除了部分早晚的快速列車外，其他快速列車均停站，部分特急列車也停站。但是，在1999年太空世界站啟用時，快速再次通過此站，站內圖像消失。只剩下部分太空世界裝飾的塗裝。

## 使用狀況
在2018年（平成30年）度，1日平均乘車人次為2,866人。
根據JR九州和北九州市的數據，以下是近年1日平均乘車人次列表：
| 年度   | 1日平均 乘車人次 |
| ------ | ---------------- |
| 2000年 | 4,700            |
| 2001年 | 4,454            |
| 2002年 | 4,182            |
| 2003年 | 4,038            |
| 2004年 | 3,869            |
| 2005年 | 3,633            |
| 2006年 | 3,441            |
| 2007年 | 3,217            |
| 2008年 | 2,831            |
| 2009年 | 2,540            |
| 2010年 | 2,485            |
| 2011年 | 2,750            |
| 2012年 | 2,927            |
| 2013年 | 3,088            |
| 2014年 | 2,848            |
| 2015年 | 2,953            |
| 2016年 | 2,962            |
| 2017年 | 2,808            |
| 2018年 | 2,866            |

## 車站周邊
車站周邊是古老市區，設有密集民居與商店。在車站西邊約150米設有鹿兒島本線貨物專用線，東南約200米處設有日本製鐵八幡製鐵所礦渣鐵道（黑鐵線）。
此站和八幡站之間舊路線中設有急彎，在早上順光的時段為藍色列車攝影勝地。
- GooDay（日语：グッデイ (ホームセンター)）八幡東店
- Green Express高爾夫俱樂部（練習場）
- 八幡枝光郵局
- Active Resorts 福岡八幡
- 東田溫泉海邊Spa
- 北九州市立枝光小學
- 北九州市立枝光台中學（日语：北九州市立枝光台中学校）
- 九州國際大學付屬中學·高等學校（日语：九州国際大学付属中学校・高等学校）
- 八幡東警署（日语：八幡東警察署）枝光派出所
- 北九州高速5號線枝光出入口
- 福岡縣道50號八幡戶畑線（日语：福岡県道50号八幡戸畑線）
- COSMOS藥品（日语：コスモス薬品） COSMOS藥房 八幡枝光店
- 島村（日语：しまむら）八幡枝光店

## 西鐵枝光線枝光站前停留場（廢止）
鹿兒島本線枝光站東邊，曾經設有西日本鐵道北九州線枝光支線（枝光線）枝光站前停留場。隨著在1923年（大正12年）11月13日枝光線中央町至枝光站前之間開業，該站啟用。在枝光站前出發，枝光線軌道沿縣道50號八幡戶畑線東側並行，枝光站前停留場是建設在新設軌道上。上下行線各設有乘車處，為2面2線的月台結構。車站沒有車站職員，在上行線（幸町方向）月台設有候車室。隨著1985年（昭和60年）10月20日枝光線全線廢止，此停留場也廢止。

## 相鄰車站
九州旅客鐵道
鹿兒島本線
■快速、■區間快速
通過
■區間快速（部份列車）、■普通
戶畑（JA25）－枝光（JA24）－空間世界（JA23）

## 注腳
1. 1 2 3 4 5 6 7 8  . 週刊JR全駅・全車両基地 (朝日新聞出版). 2012-09-23, (07): 20.
2. ↑  . 交通新聞 (交通新聞社). 2009-03-03: 1.
3. 1 2   (PDF). 九州旅客鉄道株式会社.   [2021-12-23]. （原始内容存档 (PDF)于2022-01-27） （日语）.
4. ↑  . JR九州服務支援株式會社.   [2019-07-14]. （原始内容存档于2019-07-13）.
5. ↑   (PDF). 九州旅客鐵道.   [2018-07-13]. （原始内容存档 (PDF)于2019-12-06）.
6. ↑  數據北九州（運輸・通信） JR上下車人次
7. 1 2  奈良崎博保 『福岡・北九州 市内電車が走った街 今昔』 JTB出版，2002年4月，ISBN 4-533-04207-4，p.141

## 外部連結
- 枝光（車站資訊） - 九州旅客鐵道